# Oxytenis
Oxytenis — род чешуекрылых из семейства павлиноглазок и подсемейства Oxyteninae.

## Систематика
В состав рода входят:
- Oxytenis beprea Druce, 1886 — Мексика
- Oxytenis honesta (Cramer, 1780) — Никарагуа, Панама, Эквадор, Перу и Суринам
- Oxytenis lonomica Druce, 1886 — Гватемала
- Oxytenis malecena Druce, 1886 —
- Oxytenis modestia (Cramer, [1780]) — Суринам